# Карандаков, Виктор Владимирович
Виктор Владимирович Карандаков (1914—1981) — красноармеец Рабоче-крестьянской Красной Армии, участник Великой Отечественной войны, Герой Советского Союза (1941).

## Биография
Виктор Карандаков родился 29 ноября 1914 года в городе Армавир (ныне — Краснодарский край). Получил начальное образование, после чего работал столяром в стройтресте с Сочи. С 1941 года — на фронтах Великой Отечественной войны, был помощником командира взвода 184-го отдельного сапёрного батальона 7-й армии Северного фронта.
11 июля 1941 года в районе озера Пялькъярви к северу от Сортавалы Карандаков участвовал в боях с финскими войсками, поддерживая стрелковые части. Он принял активное участие в отражении трёх контратак противника. Когда финские войска вклинились в оборону 5-й роты, Карандаков с четырьмя товарищами открыл по ним пулемётный огонь, уничтожив около 100 солдат и офицеров противника. 12 июля Карандаков заменил собой получившего ранение командира отделения и поднял бойцов в штыковую атаку, благодаря чему было вынуждено отступить вражеское подразделение. 14 июля 1941 года в районе Туурула Карандаков пулемётным огнём разорвал кольцо окружения и вынес раненого командира роты с поля боя. Вскоре после этого в результате взрыва вражеской мины Карандаков получил тяжёлые ранения в руку и глаз и лишился ноги.
Указом Президиума Верховного Совета СССР от 20 ноября 1941 года за «образцовое выполнение боевых заданий командования на фронте борьбы с немецкими захватчиками и проявленные при этом мужество и героизм» красноармеец Виктор Карандаков был удостоен высокого звания Героя Советского Союза с вручением ордена Ленина и медали «Золотая Звезда» за номером 660.
В апреле 1942 года Карандаков был демобилизован по инвалидности. Проживал в Армавире, работал директором «Главснаблеса», занимался общественной деятельностью. Умер 16 февраля 1981 года, похоронен на городском кладбище Армавира.
Был также награждён рядом медалей.